# Nagari Tanjung Sani
Nagari Tanjung Sani is een bestuurslaag in het regentschap Agam van de provincie West-Sumatra, Indonesië. Nagari Tanjung Sani telt 4757 inwoners (volkstelling 2010).